# Copa Ciudad Viña del Mar 1998
La Copa Ciudad Viña del Mar 1998 fue la 9.ª edición del torneo amistoso de fútbol Copa Ciudad Viña del Mar. Se disputó entre el 16 de enero y el 8 de febrero de 1998 y participaron Everton (local),   Universidad Católica,  Argentinos Juniors de  Argentina ,  Universidad de Chile,  Colo-Colo  y  Olimpia de Paraguay.
Divididos en dos grupos, el grupo A formado por Universidad de Chile,  Colo-Colo  y  Olimpia y el grupo B integrado por   Everton (local),   Universidad Católica,  y  Argentinos Juniors
Cada grupo se definió bajo el formato de puntaje, en el  “A”  clasificaron los conjuntos de Universidad de Chile  y  Colo-Colo y en el grupo  “B”, con todos los equipos igualados en puntaje,  por diferencia de gol y goles marcados, clasifican Everton  y  Argentinos Juniors . 
El 3 y 4 de febrero se juegan las semifinales, en la primera  Argentinos Juniors  gana 2 – 1 a Universidad de Chile  y en la segunda Colo-Colo derrotó, 3 – 1.  al local Everton .  
El 8 de febrero se jugó la final en la que Colo-Colo se clasificó Campeón, derrotando,  2 – 1, a Argentinos Juniors

## Equipos participantes
| Equipo               | País      |
| -------------------- | --------- |
| Colo-Colo            | Chile     |
| Argentinos Juniors   | Argentina |
| Universidad de Chile | Chile     |
| Olimpia              | Paraguay  |
| Universidad Católica | Chile     |
| Everton              | Chile     |

## Desarrollo

### Primera fase  - Grupo A
| Copa Ciudad Viña del Mar 1998 Primera fase; 16 de enero de 1998 | Colo-Colo             | 2:3 (1:2) | Universidad de Chile                                     | Estadio Sausalito, Viña del Mar (Chile)                      |                                                              |
|                                                                 | Héctor Tapia 30', 61' |           | 15' Pedro González · 16' Richart Báez · 66' Juan Quiroga | Asistencia: 7.800 espectadores Árbitro(s): Luis Mariano Peña | Asistencia: 7.800 espectadores Árbitro(s): Luis Mariano Peña |

| Copa Ciudad Viña del Mar 1998 Primera fase; 22 de enero de 1998 | Colo-Colo                             | 2:1 (1:0) | Olimpia          | Estadio Sausalito, Viña del Mar (Chile)                      |                                                              |
|                                                                 | Frank Lobos 12' · Matías Guerrero 90' |           | 68' Jorge Valdez | Asistencia: 2.903 espectadores Árbitro(s): Juan Carlos Lemus | Asistencia: 2.903 espectadores Árbitro(s): Juan Carlos Lemus |

| Copa Ciudad Viña del Mar 1998 Primera fase; 25 de enero de 1998 | Universidad de Chile                              | 3:1 (2:0) | Olimpia            | Estadio Sausalito, Viña del Mar (Chile)                   |                                                           |
|                                                                 | Pedro González 6', 30' · Cristián Mora 72' (pen.) |           | 52' Carlos Paredes | Asistencia: 4.978 espectadores Árbitro(s): Braulio Arenas | Asistencia: 4.978 espectadores Árbitro(s): Braulio Arenas |

#### Tabla Posiciones Grupo  A
| Equipo               | Pts | PJ | PG | PE | PP | GF | GC | Dif |
| -------------------- | --- | -- | -- | -- | -- | -- | -- | --- |
| Universidad de Chile | 6   | 2  | 2  | 0  | 0  | 6  | 3  | 3   |
| Colo Colo            | 3   | 2  | 1  | 0  | 1  | 4  | 4  | 0   |
| Olimpia              | 0   | 2  | 0  | 0  | 2  | 2  | 5  | -3  |

### Primera fase  - Grupo B
| Copa Ciudad Viña del Mar 1998 Primera fase; 20 de enero de 1998 | Everton      | 1:2 (1:0) | Universidad Católica                | Estadio Sausalito, Viña del Mar (Chile)                        |                                                                |
|                                                                 | D. Arias 20' |           | 57' Nelson Garrido · 80' Luis Pérez | Asistencia: 5.044 espectadores Árbitro(s): Salvador Imperatore | Asistencia: 5.044 espectadores Árbitro(s): Salvador Imperatore |

| Copa Ciudad Viña del Mar 1998 Primera fase; 27 de enero de 1998 | Everton                                            | 3:2 (2:1) | Argentinos Juniors                        | Estadio Sausalito, Viña del Mar (Chile)                  |                                                          |
|                                                                 | Fernando Martel 23' (pen.), 45' · Juan Salinas 60' |           | 40' Diego Markic · 53' (pen.) Líber Vespa | Asistencia: 1.625 espectadores Árbitro(s): Mario Sánchez | Asistencia: 1.625 espectadores Árbitro(s): Mario Sánchez |

| Copa Ciudad Viña del Mar 1998 Primera fase; 30 de enero de 1998 | Universidad Católica | 1:2 (1:1) | Argentinos Juniors                            | Estadio Sausalito, Viña del Mar (Chile)                            |                                                                    |
|                                                                 | Ricardo Lunari 15'   |           | 18' Walter Pelletti · 77' (pen.) Darío Scotto | Asistencia: 3.000 (aprox.) espectadores Árbitro(s): Eduardo Gamboa | Asistencia: 3.000 (aprox.) espectadores Árbitro(s): Eduardo Gamboa |

#### Tabla Posiciones Grupo  B
| Equipo               | Pts | PJ | PG | PE | PP | GF | GC | Dif |
| -------------------- | --- | -- | -- | -- | -- | -- | -- | --- |
| Everton              | 3   | 2  | 1  | 0  | 1  | 4  | 4  | 0   |
| Argentinos Juniors   | 3   | 2  | 1  | 0  | 1  | 4  | 4  | 0   |
| Universidad Católica | 3   | 2  | 1  | 0  | 1  | 3  | 3  | 0   |

### Semifinales
| Copa Ciudad Viña del Mar 1998 Semifinal A; 3 de febrero de 1998 | Universidad de Chile | 1:2 (0:1) | Argentinos Juniors                  | Estadio Sausalito, Viña del Mar (Chile)                   |                                                           |
|                                                                 | José Ortega 76'      |           | 37' Diego Markic · 67' Darío Scotto | Asistencia: 3.276 espectadores Árbitro(s): Eduardo Gamboa | Asistencia: 3.276 espectadores Árbitro(s): Eduardo Gamboa |

| Copa Ciudad Viña del Mar 1998 Semifinal B; 4 de febrero de 1998 | Everton                    | 1:3 (1:1) | Colo-Colo                                          | Estadio Sausalito, Viña del Mar (Chile)               |                                                       |
|                                                                 | Fernando Martel 35' (pen.) |           | 26' (pen.), 65' Héctor Tapia · 52' Nicolás Córdova | Asistencia: 5.800 espectadores Árbitro(s): Jaime Toro | Asistencia: 5.800 espectadores Árbitro(s): Jaime Toro |

### Final
| Copa Ciudad Viña del Mar 1998 Final; 8 de febrero de 1998 | Colo-Colo                              | 2:1 (0:1) | Argentinos Juniors | Estadio Sausalito, Viña del Mar (Chile)                        |                                                                |
|                                                           | Héctor Tapia 59' · Nicolás Córdova 84' |           | 27' Darío Scotto   | Asistencia: 6.275 espectadores Árbitro(s): Salvador Imperatore | Asistencia: 6.275 espectadores Árbitro(s): Salvador Imperatore |

## Campeón
| Chile               |
| Colo-Colo 4º título |